# Fényes Ösvény (forradalmi mozgalom)
A Perui Kommunista Párt (Spanyolul: Partido Comunista del Perú), elterjedtebb nevén a Fényes Ösvény (Sendero Luminoso), egy maoista nézeteket valló gerilla szervezet Peruban. A Fényes Ösvény 1980-ban kezdett fegyveres akciókat, ugyanezt az évszámot tartják a Perui belső viszályok kezdetének (a maoisták a Népek háborújának nevezik), amely során a fegyveres konfliktust értjük a perui kormány és a Perui Kommunista Párt fegyveres szárnya (Fényes Ösvény) között. Később csatlakozott 1982-től a Tupac Amaru Forradalmi Mozgalom is. A Fényes Ösvény kezdeti célja az volt, hogy átalakítsák az általuk vélt burzsoá demokráciát Mao Ce-tung elvein alapuló "Új demokráciává". Úgy hitték, hogy a proletárdiktatúra létrehozása, kulturális forradalmat gerjeszt, ami szikrázó világforradalomhoz, végül tiszta kommunizmushoz vezet. A képviselői szerint a már létező szocialista országok revizionisták, és ők az úttörői a világ kommunista mozgalmának. A Fényes Ösvény ideológiája és taktikája meghatározó volt más maoista felkelő csoportok körében, nevezetesen a Nepáli Kommunista Pártban és más forradalmi internacionalista mozgalmakhoz köthető szervezetekben.
Széles körben elítélve brutalitásáért, beleértve erőszak alkalmazása a helyi parasztok, földművesek, szakszervezeti vezetők, választott tisztségviselők és a civil lakosság ellen, a Fényes Ösvényt terrorszervezetté nyilvánította a perui kormány, az USA és Kanada. Az Európai Unióban 2002 májusa óta szerepel a terrorszervezetek listáján, amely körülbelül félévente frissül.
A vezetője, Abimael Guzmán 1992-es elfogása óta a Fényes Ösvény meghanyatlott, azonban a 2000-es években is mutatott még aktivitást. A kolumbiai fegyveres csoportokhoz hasonlóan, a Fényes Ösvény egyes részei igen hatékony kokain csempészetként működtek, látszólag paternalista kapcsolatot létesítve a helyiekkel, falusiakkal.

## Név eredete
A név, Fényes Ösvény, megkülönbözteti a csoportot a többi perui kommunista szervezettől, melyek mind Peru Kommunista Pártjaként hivatkoznak magukra. Az elnevezés José Carlos Mariátegui, az eredeti Perui Kommunista Párt (PKP) megalapítójának 1920-as kijelentésére vezethető vissza. "El Marxismo-Leninismo abrirá el sendero luminoso hacia la revolución" (miszerint „a marxizmus–leninizmus fényes ösvényt nyit a forradalomhoz”).
Ez a kijelentés szerepelt a Fényes Ösvény egyik csoportja által kiadott újság címlapján is. Perui kommunista csoportok gyakran megkülönböztethetők az általuk készített publikációk alapján.[forrás?] A csoport követőit “szenderisták”-nak hívják. Az összes dokumentum, folyóiratok és más anyagok, melyek a szervezettől származnak, jelölve vannak a Perui Kommunista Párt (PKP) által. Akadémikusok gyakran PKP-SL -ként hivatkoznak rájuk.

## Története
A Fényes Ösvényt az 1960-as évek végén alapította Abimael Guzmán, egykori filozófia professzor (követői által álnéven szólítva Presidente Gonzalo). A tanításai megteremtették a fegyveres maoista szervezet alapját. A Perui Kommunista Szerveződésből – Bandera Roja (Piros Zászló)-, vált ki, amelynek vezetőségében Guzmán is jelen volt, amely 1964-ben alakult egy szétválást követően az eredeti Perui Kommunista Pártból. A PKP pedig a Perui Szocialista Pártból származtatható, amelyet José Carlos Mariátegui alapított 1928-ban.
A Fényes Ösvény először a Huamanga tartománybeli San Cristóbal Egyetemen alakult meg, amely Ayacucho megye északi területén található. Az egyetem fél évszázad után nyitott újra, és az újonnan induló osztályokból, sok tanuló vette át a Fényes Ösvény radikális ideológiáját.[forrás?] 1973, illetve 1975 között, a Fényes Ösvény tagjai átvették az irányítást a diáktanácsok felett a Huancayo-i és La Cantuta-i egyetemeken, és komoly befolyást szereztek a Lima-i Nemzeti Mérnöki Egyetemen, és a San Marcos Nemzeti Egyetemen. Később sok hallgatói választást buktak el az egyetemeken, beleértve Guzmán egyetemén is. Majd befejezték az egyetemeken való toborzást, és újraszerveződtek.
1980. március 17-től a Fényes Ösvény titkos összejöveteleket tartott Ayacuchóban, melyeket a Központi Bizottság második plenárisaként neveztek. Mely létrehozta a "Forradalmi Igazgatóságot", ez politikai és katonai jellegű volt, és parancsba adta a fegyveres erőinek, hogy menjenek és biztosítsák a tartományok stratégiai pontjait, hogy elkezdhessék a "fegyveres harcot", a Kínában Deng Xiaoping által indított revizionizmusnak, és az 1978-tól tartó gazdasági siker ellenére. Szintén megtartották az "Első Katonai Iskolát" melynek során katonai taktikákat, fegyverhasználatot tanítottak a tagok számára, mindenféle gazdasági, morális, vagy tudományos megfontolás nélkül. Továbbá részt vettek egy maoista gyakorlatban "Kritika és Önkritika", mely segít megtisztulni a rossz szokásoktól, és elkerülni a hibákat, azonban a válogatás nélküli gyilkosságok voltak az első hibáik, mely a lakosság félelmét eredményezte, a támogatásuk helyett (Lucanamarca mészárlás). Az Első Katonai Iskola ideje alatt, a Központi Bizottság tagjait kemény kritikák, vádak érték. Guzmán a Fényes Ösvény egyértelmű vezetőjeként emelkedett ki az Első Katonai Iskolából.

## Gerilla háború
Amikor Peru katonai kormánya engedélyezte a választásokat először egy jó pár év után 1980-ban, a Fényes Ösvény egyike volt a kevés bal oldali politikai pártoknak, amelyek elutasították a részvételt. Helyette megkezdték a gerilla háborút Ayacucho megye felvidékén. 1980. május 17-én az elnöki választások előestéjén, elégették a szavazóurnákat Chuschi városában. Ez volt az első háborús cselekmény a Fényes Ösvény részéről. A tetteseket gyorsan elkapták, és további urnákat szállítottak Chuschi-ba. A választások komolyabb fennakadások nélkül folytatódtak, és elenyésző médiavisszhangot váltott ki.
1980-as évek során a Fényes Ösvény növekedett, ellenőrzött terület nagysága, és a harcosok számának szempontjából is, főleg az Andean felvidéken. Támogatást kapott helyi parasztoktól, földművesektől, a központi kormány által okozott politikai űr betöltése, és a "népi igazságszolgáltatás" nyújtása miatt. Ez ahhoz vezetett, hogy több perui falu parasztsága szimpátiát mutatott a Fényes Ösvény felé, főleg az elszegényedett és elhanyagolt megyékben, mint amilyen Ayacucho, Apurímac, és Huancavelica. Bizonyos kicsi és elhanyagolt városok civil lakossága, melyek részt vettek a népi igazságszolgáltatás eljárásaiban, főleg, amikor áldozataivá váltak, széles körben ellenezték.
A Fényes Ösvény hitelességét segítette a kormány kezdetben gyenge válaszreakciója a felkelésre. Több mint egy évig a kormány nem hirdetett szükségállapotot a térségben, ahol a Fényes Ösvény működött. A belügyminiszter, José María de la Jara, úgy gondolta, hogy a csoport könnyedén legyőzhető rendőri akciók során. Továbbá, az elnök, Fernando Belaúnde Terry, aki 1980-ban került újra hatalomra, vonakodott felhatalmazni a fegyveres erőket, mivel az első kormányzásának katonai puccs vetett végett. Ennek az eredménye az lett, hogy azok a parasztok, akik a Fényes Ösvény területén éltek, azt gondolták, hogy az állam tehetetlen, vagy nem foglalkozik a problémáikkal.[forrás?]
1981. december 29-én a kormány "sürgősségi zónákat" hozott létre a három andoki megyében (Ayacucho, Huancavelica és Apurímac), és felhatalmazta a katonaságot arra, hogy bármilyen gyanús személyt önkényesen őrizetbe vegyen. A katonaság visszaélt ezzel az erővel, ártatlan embereket tartóztattak le, és vetettek alá kínzásoknak, nemi erőszaknak kihallgatás közben. Rendőrség, katonai erők, és a Népi Gerilla Hadsereg tagjai (Ejército Guerrillero Popular, vagy EGP) számos mészárlást végeztek a konfliktus során.[forrás?] Katonák fekete sí-maszkokat viseltek, hogy elrejtsék személyiségüket, és védjék magukat, és a családjukat. A maszkok megfélemlítők voltak, habár, a katonák személyiségét is elrejtette, az általuk elkövetett bűncselekmények során.[forrás?]
Egyes területeken, a fegyveresen képzett parasztok lázadó ellenes csoportokba szerveződtek, melyeket "rondáknak" neveztek. Általában gyengén felszereltek voltak, annak ellenére, hogy az állam biztosította a fegyvereket számukra. A rondák megtámadták a Fényes Ösvény gerillákat. Az első ilyen támadás 1983 januárjában volt, Huata közelében, amikor a rondák megöltek 13 szenderistát februárban Sacsamarcában. 1983 márciusában a rondák brutálisan meggyilkolták Olegario Curitomay-t, Lucanamarca egyik parancsnokát. A város főterére vitték, megkövezték, leszúrták, felgyújtották, és lelőtték.
Áprilisi válaszukban a Fényes Ösvény Huanca Sancos tartományban, Yanaccollpa, Ataccara, Llacchua, Muylacruz és Lucanamarca városaiban 69 embert öltek meg, ezt nevezték a Lucanamarca-i mészárlásnak. Ez volt az első alkalom, hogy a Fényes Ösvény parasztokat mészárolt le. Hasonló események követték, mint például Hauyllóban, Tambo Kerületben. A gerillák megöltek 47 parasztot, beleértve 14 gyermeket 4 és 15 év között. További mészárlások történtek a Fényes Ösvény által Marcas-ban 1985. augusztus 29-én.

Területek, ahol a Fényes Ösvény tevékenykedett Peruban

A Fényes Ösvény támadásai nem vidékre korlátozódtak. Támadások történtek az infrastruktúrával szemben Limában, civil áldozatokat követelve. 1983-ban több elektromos adótornyot is szabotáltak, ezzel városszerte áramkimaradásokat okozva, és felgyújtották és megsemmisítették a Bayer ipartelepet. Ugyanebben az évben, felrobbantottak egy bombát a Popular Action kormánypárt irodáiban. Fokozva cselekményeit Limában, 1985 júniusában felrobbantottak elektromos adótornyokat, áramkimaradást okozva, és autóbombákat robbantottak a kormányzati palota és az igazságügyi palota közelében. Őket gyanúsítják egy bevásárlóközpontban való robbantással is. Akkor, amikor Fernando Belaúnde Terry elnök az argentin elnököt,Raúl Alfonsín-t fogadta. Az egyik utolsó limai támadásukban, 1992. július 16-án, a csoport egy erőteljes bombát robbantott fel a Tarata Úton, Miraflores Kerületben, tele civillel, felnőttekkel, gyerekekkel, megölve 25 embert, és megsebesítve további 155 civilt.
Ez alatt az időszak alatt, a Fényes Ösvény meghatározott személyeket gyilkolt meg, nevezetesen vezetőit más bal oldali csoportoknak, helyi politikai pártoknak, szakszervezeteknek, paraszti szervezeteknek, akik közül néhányan anti-Fényes Ösvény marxisták voltak. 1985. április 24-én, az elnöki választások közepén, megpróbálták meggyilkolni Domingo García Radát, a Perui Nemzeti Választási Tanács elnökét, számos sebet ejtve rajta, és halálosan megsebesítve a vezetőjét. 1988-ban Constantin Gregory-t ölték meg, amerikai állampolgárt, aki a Egyesült Államok Nemzetközi Fejlesztési Ügynökségénél dolgozott. Ugyanebben az évben két segélyszervezetnél dolgozó francia állampolgárt gyilkoltak meg december 4-én. 1991 augusztusában egy olasz és két lengyel papot öltek meg Ancash megyében. A következő februárban, egy jól ismert közösségi szervezőt, María Elena Moyanót gyilkolták meg, Villa El Salvadorban, Lima hatalmas nyomornegyedében.
1991-re, a Fényes Ösvény ellenőrizte Peru középső és déli vidékének nagy részét, és komoly jelenléte volt Lima külvárosaiban. Ahogy a szervezet ereje nőtt, Guzmán körül személyi kultusz alakult ki. A Fényes Ösvény eredeti ideológiája megszűnt "Marxizmus-Leninizmus-Maoizmus" lenni, helyette "Marxizmus-Leninizmus-Maoizmus-Gonzalo gondolatai"-ként hivatkoztak rá. A Fényes Ösvény harcolt Peru másik jelentősebb gerilla csoportjával is, a Túpac Amaru Forradalmi Mozgalommal (MRTA), csakúgy mint, a parasztok önvédelmi csoportjaival is (campesinók), melyeket a Perui fegyveres erők szerveztek meg.
Habár a Fényes Ösvény atrocitásait érintő jelentések megbízhatósága továbbra is vita tárgya egyesek számára Peruban, a szervezet erőszak alkalmazása jól van dokumentálva. Lisa North, Peru szakértő a York Egyetemről megjegyezte azt, hogy "a gyilkosságok, amiket véghez vittek, abszolút könyörtelenek voltak. Annyira szélsőséges, abszolút, teljesen doktrinér és abszolút, teljesen könyörtelen törekvés a céljai elérése érdekében" Továbbá, a Fényes Ösvény brutálisan kivégezte az áldozatait, és elvetette az emberi jogok gondolatát. Egy Fényes Ösvény dokumentum állítása szerint:

### Támogatás szintje
Miközben a Fényes Ösvény viszonylag gyorsan ellenőrzése alá vont nagyobb területeket Peruban, hamar komoly problémákkal találta szembe magát. A Fényes Ösvény maoizmusa sosem élvezte igazán a Perui lakosság nagyobb részének a támogatását; közvélemény-kutatások szerint, a lakosság 15%-a tartotta a felkelést indokoltnak 1988 júniusában, 1991-ben csak 17%-a tartotta indokoltnak. 1991 júniusában, "az összes szavazatot tekintve 83% – 7% arányban helytelennek tartották a Fényes Ösvény tevékenységét, 10% pedig nem válaszolt. A szegények között, habár, csak 58%-a tartotta helytelennek, 11%-a volt kedvező véleménnyel a Fényes Ösvényről, 31% nem válaszolt a kérdésre." Egy 1991. szeptemberi kutatás kimutatta, hogy a Limában szavazatot leadók 21%-a szerint, a Fényes Ösvény nem öl és kínoz ártatlan embereket. Ugyanez a kutatás kimutatta azt is, hogy 13%-a úgy gondolta, a társadalom igazságosabb lenne, ha a Fényes Ösvény nyerné a háborút, és 22%-a szerint ugyanolyan körülmények lennének a Fényes Ösvény hatalma alatt is, mint a kormány vezetése alatt.
Sok paraszt nem értett egyet a Fényes Ösvény törvényeivel számos okból, például az Ösvény tiszteletlensége miatt, a bennszülött kultúra és intézmények iránt, és az igazságszolgáltatásának brutalitása miatt, melyek között megtalálhatók "torokvágások, fojtogatások, kövezések, és égetések." Miközben a szarvasmarha tolvajok megbüntetése, legyilkolása, amúgy is népszerű volt Peru egyes területein, a Fényes Ösvény kisebb szabálysértésekért is gyilkolt már parasztokat és népvezetőket. A parasztokat továbbá sértette az a intézkedés is, amely tiltotta a Fényes Ösvény áldozatainak temetését.
A Fényes Ösvény népszerűsége tovább romlott, amikor bezáratták a kis, és vidéki piacokat, hogy véget vessenek a kisüzemi kapitalizmusnak, és hogy éheztessék Limát. Maoista szervezetként, szemben állt a kapitalizmus minden formájával. Követte Maónak a kijelentését, mely szerint a gerilla háborút vidékről kell indítani, majd fokozatosan meg kell fojtani a városokat. (Desarrollar la lucha armada del campo a la ciudad, San Marcos-i 1985-ös PKP beszéd). Azonban, mivel a parasztok megélhetősége erősen függött a piacokon való kereskedelemtől, elutasították a bezárásokat. A Fényes Ösvény Peru számos részén indított igen népszerűtlen tiltó kampányokat, mint például párttagság tilalma, vagy alkohol fogyasztásának megtiltása.

## Kormány reakciója, túlkapásai
1991-ben Alberto Fujimori elnök bevezettet egy törvényt, amely hivatalos jogi státusszal ruházta fel a rondákat, és attól kezdve a nevük Comités de auto defensa ("Önvédelmi Bizottságok"). Hivatalosan is felfegyverezték őket, általában 12-es méretű shotgunokkal, és a Perui Hadsereg szakmai támogatásával. A kormány szerint, közel 7226 comités de auto defensa volt 2005-ben; ebből majdnem 4000[forrás?] Peru középső régiójában, a Fényes Ösvény központi helyén volt.
A Perui kormány más módszerekkel is lecsapott a Fényes Ösvényre. A katonaságot kivezényelték a Fényes Ösvény által ellenőrzött területekre, főleg Ayacuchóba, hogy harcoljanak a felkelőkkel. Ayacuchót veszélyzónává nyilvánították, alkotmányos jogokat felfüggesztették a területen.[forrás?]
A kezdeti kormányzati erőfeszítések a Fényes Ösvény ellen nem bizonyultak hatékonynak vagy túlságosan biztatónak. A katonai erők számos helyen megsértették az emberi jogokat, melyek miatt egyesek a kisebbik rosszként tekintettek a Fényes Ösvényre. Túlkapásaik mellett sok ártatlan civilt öltek meg. A kormányerők falukat romboltak le, és öltek meg campesinókat (parasztokat), akikről azt hitték, hogy a Fényes Ösvényt támogatják. Végül csökkentették a tempót, amellyel a fegyveres erők folyamatos atrocitásokat okoztak, például mészárlásokat. Továbbá az állam széleskörűen elkezdte használni a hírszerző ügynökségeket a Fényes Ösvény elleni harcban. Habár, az atrocitásokat a Nemzeti Hírszerző Ügynökség, és a Hadsereg Hírszerző Szolgálata követte el, nevezetesen a La Cantuta-i mészárlást, és a Barrios Altos-i mészárlásokat a Grupo Colina követte el (valószínűleg Fujimorihoz köthető anti-kommunista szervezet).

A Fujimori kormány összeomlása után, az ideiglenes elnök Valentín Paniagua létrehozott egy Igazsági és Egyeztető Bizottságot, amely célja az volt, hogy kivizsgálja a konfliktusokat. A Bizottság a 2003-as Végső Jelentése alapján, kimutatta, hogy 69,280 ember halt meg, vagy tűnt el 1980 és 2000 között a fegyveres konfliktus eredményeként. A Fényes Ösvény a felelős a Bizottság felé bejelentett gyilkosságok és eltűnések 54%-áért. A statisztikai analízise a rendelkezésre álló információknak, arra a megállapításra vezette az Igazsági és Egyeztető Bizottságot, hogy a Fényes Ösvény felelős a gyilkosságok és eltűnések 46%-áért, összesen 31,331 emberért. A Human Rights Watch összegzése alapján, "Fényes Ösvény az áldozatok felét megölte, és durván egyharmada halt meg a kormányerők által... A Bizottság a többi mészárlást más kisebb gerilla csoportnak és helyi katonáknak tulajdonította. A többi nem bizonyítható." Az MRTA a halálok 1,5%-áért felelős. (Tupac Amaru Forradalmi Mozgalom)

## Guzmán elfogása és az összeomlás
1992. szeptember 12-én a perui rendőrség elfogta Guzmánt és számos Fényes Ösvény vezetőt egy táncstúdió feletti apartmanban, Lima Surquillo kerületében. A hatóságok folyamatosan figyelték az apartmant, mivel számos Fényes Ösvény gyanúsított járt arra. A hulladék vizsgálata közben sok bőrkrémet találtak, amely pikkelysömörre nyújtott segítséget, amiről felismerték Guzmán köztudott betegségét. Guzmán elfogása után rövidesen a megmaradó vezetők is elbuktak.
A vezetőjük, Abimael Guzmán elvesztése tátongó lyukat hagyott a Fényes Ösvény vezetőségében. "Nincs második ember, csak Presidente Gonzalo és a párt," egy Fényes Ösvény politikai tag mondta ezt a Guzmán születésnapjára rendezett eseményen 1990 decemberében a Lurigancho börtönben. "Presidente Gonzalo nélkül semmink nem lenne."
Ugyanekkor a Fényes Ösvény kínos katonai vereségeket szenvedett el a vidéki campesinók önvédelmi erőitől – állítólagos társadalmi bázisától. Amikor Guzmán béketárgyalásokat sürgetett, a szervezet egysége felbomlott kis csoportokká, akik közül egyesek támogatták, mások nem. A Fényes Ösvény vezetése átkerült Guzmántól, Óscar Ramírez kezébe, akit 1999-ben elfogtak a perui hatóságok. Ramirez elfogása után a csoport még jobban szétesett, a gerillaműveletek szinte megszűntek. A béke visszatért a területekre, ahol a Fényes Ösvény aktív volt.

## 21. század, feltámadás, és bukás
Habár a szervezet tagjainak száma csökkent 2003 óta, a Fényes Ösvény katonai szárnya, ún. Proseguir-ok továbbra is aktívak maradtak.
2002. március 21-én egy autóbomba robbant az amerikai nagykövetség előtt Limában, George W. Bush elnök érkezése előtt. Kilenc ember halt meg, harminc megsérült, a Fényes Ösvényt tették felelőssé a támadásért.
2003. június 9-én Fényes Ösvény csoport támadott meg egy tábort Ayacuchóban, és elfogták az argentin cég, Techint 68 alkalmazottját, továbbá 3 rendőrt. A Camisea gázvezeték projekten dolgoztak, mely természetes gázt szállítana Cuzco-ból Limába. Perui Belügyminisztérium forrásai szerint, a felkelők jókora váltságdíjat kértek a túszok elengedéséért cserébe. Két nappal később, egy gyors katonai válasz után, a felkelők elhagyták a foglyokat, kormányforrások szerint nem fizettek váltságdíjat. Habár voltak pletykák, amelyek szerint 200,000 dollárt fizettek a felkelőknek.
A kormányerők elkapták a Fényes Ösvény három vezető tagját. 2000 áprilisában José Arcela Chiroque-t, fedőnevén "Ormeño" kapták el, utána a következő parancsnokot, Florentino Cerrón Cardozo-t, fedőnevén "Marcelo" fogták el 2003 júliusában. Ugyanebben az évben novemberben Jaime Zuñiga-t, fedőnevén "Cirilo" vagy "Dalton" tartóztatták le, egy összecsapás után, amely négy gerilla halálával, és egy tiszt megsebesülésével járt. Azt mondták részt vett a Techint gázvezetéknél túszul ejtett munkások tervének kidolgozásában. Továbbá őt gyanúsítják egy katonai helikopter ellen elkövetett csapda vezetésével is, amelyben öt katona életét vesztette.

2003-ban a Perui Nemzeti Hatóságok felszámoltak számos Fényes Ösvény kiképzőtábort és elfogtak több tagot és vezetőt is. Továbbá 100 bennszülöttet is felszabadítottak a rabszolgaságból. 2003. október végére 96 terrorista cselekmény volt Peruban, 15%-os csökkenést mutatva a 2002-es 134 elrablás és fegyveres támadást számláló tendenciánál. Szintén az évben, nyolc vagy kilenc embert ölt meg a Fényes Ösvény, hat szenderistát megöltek, és 209-et pedig elfogtak.
2004 januárjában, egy illető, ún. Comrade Artemio, aki magát a Fényes Ösvény egyik vezetőjeként nevezi, azt mondta egy média interjúban, hogy a csoport folytatni fogja az erőszakos műveleteket, hacsak a perui kormány nem ad amnesztiát a többi Fényes Ösvény vezetőnek 60 napon belül. Peru belügyminisztere, Fernando Rospigliosi, azt mondta, hogy a kormány "drasztikusan és gyorsan" fog válaszolni az erőszakos cselekményekre. Ugyanezen év szeptemberében, öt városban, egy átfogó rendőrségi akciónak köszönhetően, a hatóságok 17 lehetséges tagot fogott el. A belügyminiszter szerint, nyolc tanár és iskola vezető volt a letartóztatottak között.

A letartóztatások ellenére, a Fényes Ösvény jelen van Peruban.
2008 szeptemberében kormányerők bejelentették, hogy öt felkelőt megöltek a Vizcatan régióban. Ezt a kijelentést vitatta az APRODEH, egy perui emberi jogi csoport, akik szerint, akiket megöltek nem felkelők voltak, hanem helyi földművesek. Ugyanebben a hónapban Artemio interjút adott, az elsőt 2006 óta. Ebben kijelentette, hogy a Fényes Ösvény továbbra is harcolni fog, a fokozódó katonai nyomás ellenére is. 2008 októberében a gerillák megtámadtak egy katonai konvojt robbanószerekkel és lőfegyverekkel, demonstrálva azt, hogy még mindig képesek csapást mérni a katonai célpontokra. A támadás 12 katona halálával, és kettőtől hétig terjedő civil veszteséggel. Pont egy nappal a vizcatani régióban történt összecsapás után, ahol öt felkelő és egy katona vesztette életét.

2008 novemberében a felkelők kézigránátokat és automata fegyvereket használtak egy akció során, ami 4 rendőr életébe került. 2009 áprilisában a Fényes Ösvény csapdába csalt, és ölt meg 13 kormánykatonát Ayacuchóban. Gránátokat és dinamitokat használtak az akció során. A halottak között volt 11 katona, és egy kapitány, továbbá két katona megsérült, egyet pedig eltűntnek nyilvánítottak.
Kommunikációs problémák megnehezítették a hírek továbbítását. A védelmi miniszter, Antero Flores Aráoz szerint, több katona is "lezuhant egy szikláról". A miniszterelnöke, Yehude Simon szerint, ezek a támadások "kétségbeesett válaszok a Fényes Ösvény részéről, a katonai erők sikerének vonatkozásában", és kifejtette, hogy a terület lassan megszabadul a "megmaradt terroristáktól". Ennek következményeként, egy szenderista vezető úgy nevezte, hogy a "a legerősebb (kormányellenes) robbantásnak egy ideje". 2009 novemberében Rafael Rey védelmi miniszter, bejelentette, hogy Fényes Ösvény fegyveresek megtámadtak egy katonai tábort Ayacucho déli megyéjében. Egy katona meghalt, és három másik megsebesült az akció során.

2010. április 28-án Fényes Ösvény felkelők rajtaütöttek, és megöltek egy rendőrt és két civilt, akik épp koka ültetvényeket pusztítottak el Aucayacuban, Haunuco középső részében, Peruban. Az áldozatokat egy mesterlövész lőtte le a sűrű erdőből, amint több mint 200 munkás koka ültetvényeket pusztított el. A támadás óta, a Fényes Ösvény Peru Felső Huallaga Völgyben lévő része, Florindo Eleuterio Flores Hala, avagy Comrade Artemio vezetésével, a túlélésért küzd, és elvesztette a 9 legfőbb vezetőjét a Perui Országos Rendőrség által szervezett műveletek során. Kettő a nyolc vezető közül, az akciók során haltak meg. A 9 elkapott/megölt Fényes Ösvény vezetők (Felső Huallaga Völgyiek) között van Mono (Aug. 2009), Rubén (Máj. 2010), Izula (Okt. 2010), Sergio (Dec. 2010), Yoli/Miguel/Jorge (Jún. 2011), Gato Larry (Jún. 2011), Oscar Tigre (Aug. 2011), Vicente Roger (Aug. 2011) és Dante/Delta (Jan. 2012).
A Felső Huallaga Völgyi Fényes Ösvény vezetőség elvesztése, és az ehhez párosult Perui Országos Rendőrség által kivégzett támogatóinak elvesztése 2010 novemberében, arra kényszerítette Artemio parancsnokot, hogy 2011 decemberében, a nemzetközi újságírók körében, kijelentette, hogy a gerilla háborút a Perui Kormány ellen elvesztették, és az egyetlen remény számára az, hogy egy amnesztia megállapodást köt a perui kormánnyal.
2012. február 12-én Artemio parancsnokot megtalálták egy távoli dzsungel területen peruban, súlyos sérülésekkel, egy fegyveres konfrontáció után. Ollanta Humala elnök azt mondta, hogy Artemio elfogása jelenti a Fényes Ösvény végét az Alto Huallaga völgyben – a kokaintermesztés központjában. Humala elnök kijelentette, hogy felveszi a harcot a Fényes Ösvény megmaradt felkelőivel az Ene-Apurimac völgyben. Március 3-án Walter Diazt, aki Artemio helyére lépett volna, elfogták, tovább biztosítva ezzel a szétesését a Alto Huallaga völgyi csoportnak. 2012. április 3-án elkapták Jaime Arenas Caviedes-t, az idősebb vezetőjét az Alto Huallaga völgyi csoport maradványinak, aki ugyancsak az egyik legfontosabb jelölt lett volna Artemio helyére, Diaz elkapását követően. Caviedes, más néven "Braulio" elkapását követően, Humala kijelentette, hogy a Fényes Ösvény már nem képes tovább működni az Alto Huallaga völgyben.
2012. október 7-én, Fényes Ösvény felkelők megtámadtak három helikoptert, melyek egy nemzetközi gázvezeték konzorcium használatában voltak, Cusco középső részén. A katonai parancsnokság szóvivője, Alejandro Lujan ezredes jelentése alapján, senki sem sérült meg, és veszett el.
2013. június 7-én, Artemio parancsnokot elítélték terrorizmus, drog kereskedelem, pénzmosás vádjával. Életfogytiglani börtönbüntetést kapott, és 183 millió dollár kártérítést kellett fizetnie.
2013. augusztus 11-én Comrade Alipiót (Alipio parancsnokot) a Fényes Ösvény Ene-Apurimac völgyi vezetőjét lelőtték a kormányerők egy akció során Llochegua-ban.

## Lásd még
- India Kommunista Pártja (Maoisták)
- Fülöp-szigetek Kommunista Pártja
- Terrorizmus definíciója
- Terrorszervezetek listája